# 林心廉
林心廉（英語：Lam Sum-lim，1976年－），民建聯成員，現任香港東區區議會委任議員，曾為東區區議會筲箕灣選區議員，以及香港中旅（集團）有限公司行政管理人員。

## 政治生涯
2011年香港區議會選舉，林心亷代表民建聯參選九龍城區議會馬頭圍選區，挑戰時任議員，民協的莫嘉嫻，最終他得到1,773票，八百票之差落敗。
2012年香港立法會選舉，林心亷與蔣麗芸、葉傲冬等黨友組成一條五人名單，代表民建聯參選九龍西選區，最終名單中排首位的蔣麗芸當選，林心廉則未能當選。
2015年香港區議會選舉，林心亷接替黨友勞鍱珍代表民建聯參選東區區議會筲箕灣選區，對手是筲箕灣民主關注組的梁詠詩及「疑似假傘兵」新青年聯盟的潘詠妍。最終他得1,444票,以15票之差險勝筲箕灣民主關注組梁詠詩，而「疑似假傘兵」新青年聯盟的潘詠妍就只有107票。
2019年香港區議會選舉，林心廉續以民建聯身分再遇上梁詠詩挑戰，結果他僅得1,903票，以千三票之差落敗，結束其4年區議員生涯。